# Rohtak (district)
Rohtak is een district van de Indiase staat Haryana. Het district telt 940.036 inwoners (2001) en heeft een oppervlakte van 1668 km².
Ambala · Bhiwani · Charkhi Dadri · Faridabad · Fatehabad · Gurgaon · Hisar · Jhajjar · Jind · Kaithal · Karnal · Kurukshetra · Mahendragarh · Nuh · Palwal · Panchkula · Panipat · Rewari · Rohtak · Sirsa · Sonipat · Yamuna Nagar